# Melitaea stupenda
Melitaea stupenda är en fjärilsart som beskrevs av Nitsche 1926. Melitaea stupenda ingår i släktet Melitaea och familjen praktfjärilar. Inga underarter finns listade i Catalogue of Life.